# Ионная имплантация
Ио́нная импланта́ция — способ введения атомов примесей (имплантата) в поверхностный слой материала, например, пластины полупроводника или эпитаксиальной плёнки путём бомбардировки его поверхности пучком ионов с высокой энергией (10—2000 кэВ).
Широко используется при создании полупроводниковых приборов методом планарной технологии. В этом качестве применяется для образования в приповерхностном слое полупроводника областей с содержанием донорных или акцепторных примесей с целью создания p-n-переходов и гетеропереходов, а также низкоомных контактов.
Ионную имплантацию также применяют как метод легирования металлов для изменения их физических и химических свойств (повышения твёрдости, износостойкости, коррозионной стойкости и т. д.).
Ионная имплантация в материалы высокотемпературных сверхпроводников семейства {\displaystyle {\ce {R_{x}Ba_{2}Cu_{3}O_{x}}}}, {\displaystyle {\ce {R}}} — редкоземельный металл, используется для создания центров пиннинга, повышающих плотность критического тока.

## Принцип работы

Упрощённая схема установки для ионной имплантации и селекции ионов по энергии и виду

Основными составными частями ионно-лучевой установки являются источник ионов, ионный ускоритель, магнитный сепаратор, работающий по принципу масс-спектрографа, система сканирования пучком ионов, и камера, в которой находится облучаемый образец.
Ионы имплантируемого материала разгоняются в ускорителе электростатическом полем и бомбардируют образец.
Ионы ускоряются до энергий 10—5000 кэВ. Глубина проникновения ионов в толщу образца зависит от их энергии и составляет от нескольких нанометров до нескольких микрометров.
Ионы с энергией 1—10 кэВ не вызывают изменений в структуре образца, тогда как потоки ионов с большей энергией могут значительно нарушить кристаллическую структуру вплоть до полного нарушения кристаллической структуры и перехода в аморфное состояние.
Технология ионного имплантирования обеспечивает внедрение заданного количества практически любого химического элемента на заданную небольшую глубину, позволяя таким образом создавать сплав металлов, которые в расплавленном состоянии не смешиваются, или легировать одно вещество другим с концентрацией, которую невозможно достичь даже при использовании высоких температур.
Возможно также создавать композиционные системы с уникальными структурами и свойствами, существенно отличными от свойств материала основной детали.
Введение имплантата в основную кристаллическую решётку материала возможно без «соблюдения» законов термодинамики, определяющих равновесные процессы, например, процессы диффузии и взаимной растворимости.
Ионная имплантация приводит к значительному изменению свойств поверхности по глубине:
- слой с изменённым химическим составом до 1—9 мкм;
- слой с изменённой дислокационной структурой до 100 мкм.

Профиль концентрации по глубине ионно-имплантированного бора в монокристаллический кремний при разной энергии ионов бора близок к гауссовскому распределению.

Сталкиваясь с электронами и ядрами обрабатываемой поверхности ионы легирующего вещества на некоторой глубине теряют энергию и останавливаются. Если известны тип и энергия ионов и свойства обрабатываемого материала, то глубина проникновения ионов вглубь (или средняя длина пробега) и распределение по длине пробега может быть вычислена. Для пучков ионов с типичными энергиями до 500 кэВ величина пробега достигает до 1 мкм.
Вследствие влияния большого числа факторов, профиль распределения внедрённого вещества в поверхность близка по форме гауссовскому распределению, но фактически наблюдаются отклонения от нормального распределения, в частности, концентрация имплантанта увеличена относительно нормального распределения в сторону поверхности.
Внедрение ионов в кристаллическую решётку обрабатываемого материала приводит к появлению дефектов кристаллической структуры. Выбитые из узлов решётки атомы облучаемого вещества приводят к образованию вакансий и дефектов кристаллической структуры. Атомы имплантанта образуют дефекты внедрения. Совокупность таких дефектов образует дислокации и целые дислокационные скопления. Для снижения концентрации дислокаций после ионной имплантации применяют отжиг.

## Применение вэлектронной промышленности

### Легирование полупроводников
Ионное легирование широко используется при создании микросхем БИС и СБИС. По сравнению с диффузией оно позволяет создавать легированные слои с субмикронными размерами вдоль поверхности без использования маски и толщиной легированного слоя менее 0,1 мкм с высокой воспроизводимостью концентрационного профиля легирования.
Ионы элементов, используемых обычно для создания примесной проводимости, внедряясь в кристалл полупроводника, занимают в его решётке положение атомов замещения и создают соответствующий тип проводимости. Внедряя ионы III и V групп в монокристалл кремния, можно получить p-n переход в любом месте на поверхности и на любой площади кристалла.
Возможность легирования полупроводников бором, фосфором, мышьяком внутри полупроводника, в отличие от диффузионных методов легирования с поверхности, является важнейшим преимуществом ионной имплантации. Такой процесс легирования считается одним из наиболее чистых методов легирования. Имплантированный ион создаёт в полупроводнике донорный или акцепторный атом примеси, придавая полупроводнику электронный или дырочный тип проводимости.
Также возможно создание на поверхности кремния изолирующего диэлектрического слоя. При этом используют имплантацию ионов кислорода, имплантированные ионы кислорода окисляют кремний до диоксида кремния, который является прекрасным изолятором. После внедрения ионов кислорода необходимо провести отжиг. Этот процесс называется SIMOX (Separation by IMplantation of OXygen — изоляция имплантированным кислородом).

### Мезотаксия
Мезотаксия (mesotaxy) — это процесс похожий на эпитаксию. В процессе мезотаксии рост гетероструктуры, согласованной с параметрами кристаллической решётки подложки, происходит с поверхности внутрь слоя полупроводника, путём имплантации ионов и выбором нужной температуры.

### Другие применения
Для получения фуллеренов и нанотрубок, заполненных проводящим или сверхпроводящим материалом может применяться ионная имплантация частиц в наноструктуры углерода.

## Применение вметаллургии
Ионы азота применяются для упрочнения поверхности стальных режущих инструментов (фрезы, свёрла и др).
Имплантация этих ионов предотвращает образование трещин на поверхности металла и улучшает коррозиционные и фрикционные свойства стали. Последние свойства важны в медицине при изготовления протезов, в авиа- и ракетостроении.
Часто прибегают к одновременной имплантации ионов различных атомов. Это важно когда необходимо создать адгезию между материалами, которые по своей природе плохо слипаются.
Сейчас технология ионной имплантации позволяют обрабатывать рабочие лопатки паровых турбин размером до 1700 мм.
При этом увеличиваются:
- предел усталости на 7—25 %;
- долговечность более чем в 20 раз;
- адгезионная прочность последующих покрытий.

При нанесении защитных покрытий на турбинные лопатки из жаропрочных сплавов достигается повышение:
- жаростойкости в 2,5 раза;
- коррозионной стойкости в 1,9 раза;
- длительной прочности в 1,6 раза;
- сопротивления усталости в 1,2 раза.

Также ионная имплантация используется как один из методов для придания поверхностному слою металла аморфной структуры.

## Некоторые производители оборудования для ионной имплантации

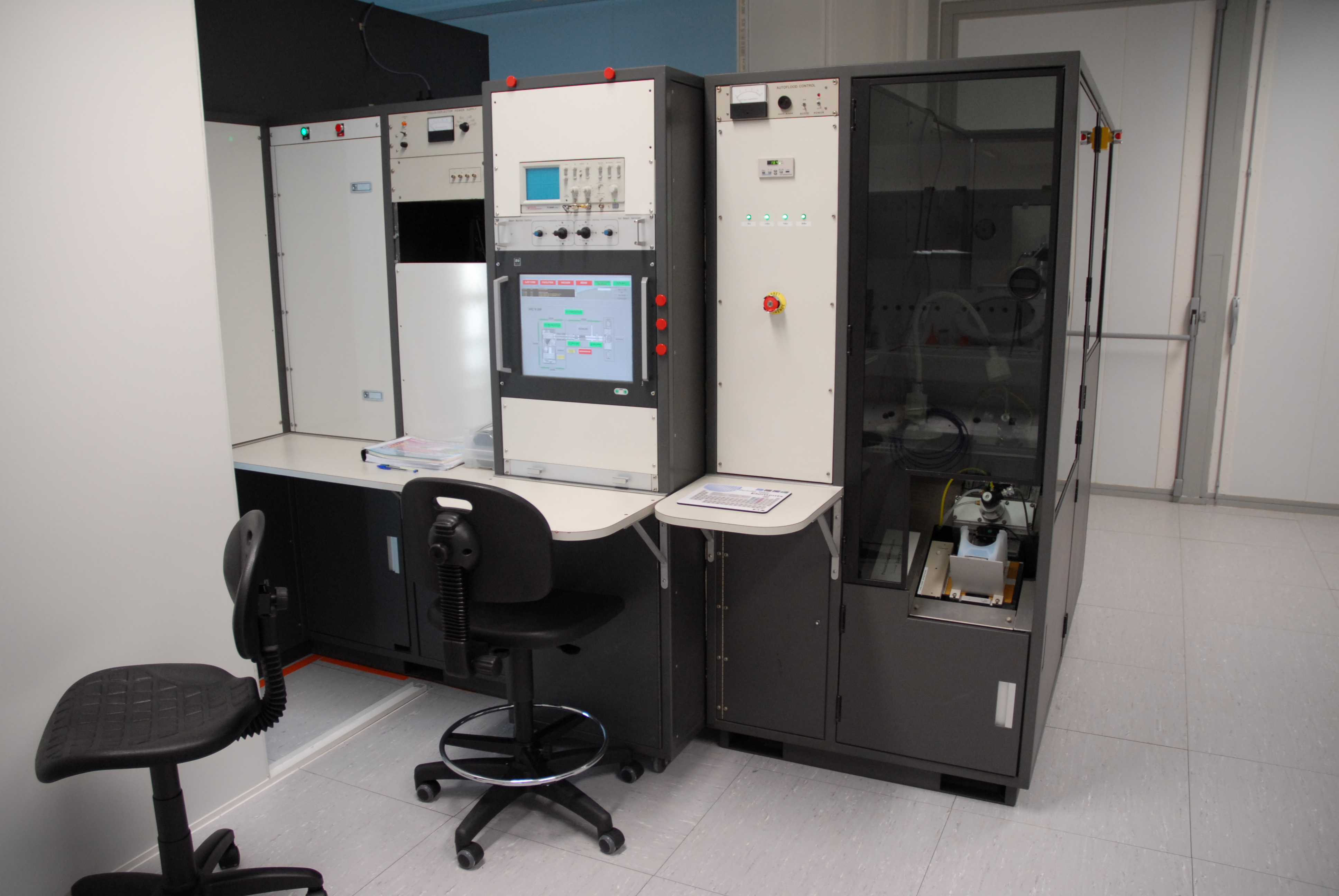
Установка для ионной имплантации

- Advanced Ion Beam Technology
- Axcelis Technologies
- Complete Ions
- Facilitation Centre for Industrial Plasma Technologies
- Global Technologies, R&D equipment and Service
- Ion Beam Services
- Nissin Ion Equipment
- SemEquip
- SEN Corporation
- Tokyo Electron Limited
- Ulvac Technologies
- Varian Semiconductor Equipment